# Vicia alpestris
Vicia alpestris är en ärtväxtart som beskrevs av Christian von Steven. Vicia alpestris ingår i släktet vickrar, och familjen ärtväxter.

## Underarter
Arten delas in i följande underarter:
- V. a. alpestris
- V. a. hypoleuca